# Pechtón Icolsijá
Pechtón Icolsijá är en ort i Mexiko.   Den ligger i kommunen Chilón och delstaten Chiapas, i den sydöstra delen av landet, 800 km öster om huvudstaden Mexico City. Pechtón Icolsijá ligger 1 192 meter över havet och antalet invånare är 228.
Terrängen runt Pechtón Icolsijá är kuperad. Runt Pechtón Icolsijá är det ganska tätbefolkat, med 54 invånare per kvadratkilometer. Närmaste större samhälle är Yajalón, 9,3 km norr om Pechtón Icolsijá. I omgivningarna runt Pechtón Icolsijá växer i huvudsak städsegrön lövskog.